# 艾塔普-韋瓦克戰役
艾塔普-韋瓦克戰役是第二次世界大戰太平洋戰爭中最後幾場戰役之一，持續時間從1944年11月一直到1945年8月戰爭結束為止，其中擁有空軍和海軍支援的澳洲第6師和堅守在紐幾內亞北部的大日本帝國第18軍。期間澳洲部隊紐幾內亞展開大規模「掃蕩」行動，雖然他們最後成功逼迫日本軍隊撤離沿海地區並且向內陸前進，但是在叢林的艱難環境下造成士兵因偷襲的傷亡和罹患疾病的比率甚高。而由於當時日本已經處於即將敗北的情況，這使得這些傷亡後來被拿來質疑艾塔普-韋瓦克戰役的戰略必要性。

## 延伸閱讀
- Charlton, Peter. . Macmillan. 1983. ISBN 978-0-333-35628-9.
- Hepworth, John. . Picador. 1995  [2014-03-09]. ISBN 978-0-330-35703-6. （原始内容存档于2020-10-08）.

## 外部連結
- Remembering the war in New Guinea Aitape–Wewak, 1944–45 (Photographs) （页面存档备份，存于）
- . Australia's War 1939–1945.   [2009-03-09]. （原始内容存档于2009年1月22日）.